# Лабуче-Канг
Лабуче-Канг (кит. 拉布吉康峰), также Лапче-Канг, Лобуче-Канг или Лабуджиканг — гора в Тибетском автономном районе Китайской Народной Республики, часть горной системы Гималаи.
Абсолютная высота — 7367 метров, относительная — 1957 метров. Располагается к северо-западу от хребта Ролвалинг-Гимал, к востоку от горы Шишабангма, и к северо-западу от Чо-Ойю. Лабуче-Канг также является родительской горой для горы Лабуче-Канг-Ист, расположенной к западу.
Впервые вершину покорила японско-китайская экспедиция (японцы Хидекацу Фурукава, Кэйити Судо, Осаму Танабэ, Атару Деучи; китайцы Ваньиа, Диакьог, Гьяла и Лхайи), 26 октября 1987 года. Следующее восхождение, на данный момент, являющееся вторым в истории, совершили американские альпинисты Джозеф Пурьер и Дэвид Готтлиб. Они скончались во время восхождения, 27 октября 2010 года.